# ويليام الكسندر أندرسون
ويليام الكسندر أندرسون (بالإنجليزية: William Alexander Anderson) هو محامي وسياسي أمريكي، ولد في 11 مايو 1842، وتوفي في 21 يونيو 1930. انتخب Attorney General of Virginia ‏ (1901 – 1909).